# Martin Vaïsse
 Martin Vaisse  (nacido el 11 de agosto de 1987) es un tenista profesional francés.

## Carrera
Su mejor ranking individual es el Número 232 alcanzado el 8 de setiembre de 2014, mientras que en dobles logró la posición 457 el 8 de setiembre de 2014.
No ha logrado hasta el momento títulos de la categoría ATP ni de la ATP Challenger Tour, aunque sí ha obtenido varios títulos Futures tanto en individuales como en dobles.